# Claudius Kraushaar
Samuel „Claudius“ Kraushaar (* 21. Januar 1878 in Wien; † 13. Juni 1955 in Stuttgart) war ein österreichischer Theaterintendant, der von 1923 bis 1933 das Theater in der Kleinen Königstraße in Stuttgart leitete. Weil er jüdischer Abkunft war, wurde er 1934 von der Stadt Stuttgart gezwungen, das ihm gehörende Theater zu verkaufen. Nach dem Krieg kam es zu jahrelangen juristischen Auseinandersetzungen um Rückerstattungen und Wiedergutmachung.

## Biographie

### Hintergrund und Familie
Claudius Kraushaar entstammte einer kleinbürgerlichen jüdischen Familie, die von Krakau nach Wien gekommen war. Er war das erste von vier Kindern von Feibusch Philipp und Rachel Rosel Kraushaar (geborene Weingrün) und trug ursprünglich den Vornamen Samuel. Über seine Jugend und Ausbildung ist nichts bekannt. 1903 bezeichnete er sich als „Schriftsteller“ und nannte sich Siegfried Kraus. Auf Meldezetteln aus dem Jahr 1915 gibt er seinen Status als verheiratet und seine Religionszugehörigkeit als evangelisch an. Vermutlich war er anlässlich seiner Eheschließung zum evangelischen Glauben übergetreten, da seine Ehefrau Maria Helene Mayerhans (geboren 1883 in Stuttgart) dieser Konfession angehörte. Noch vor der Heirat kam 1906 der Sohn Hubert Reinhard in Genf zur Welt; die Tochter Edith Hilde wurde 1916 in Stuttgart geboren.

### Beruflicher Werdegang

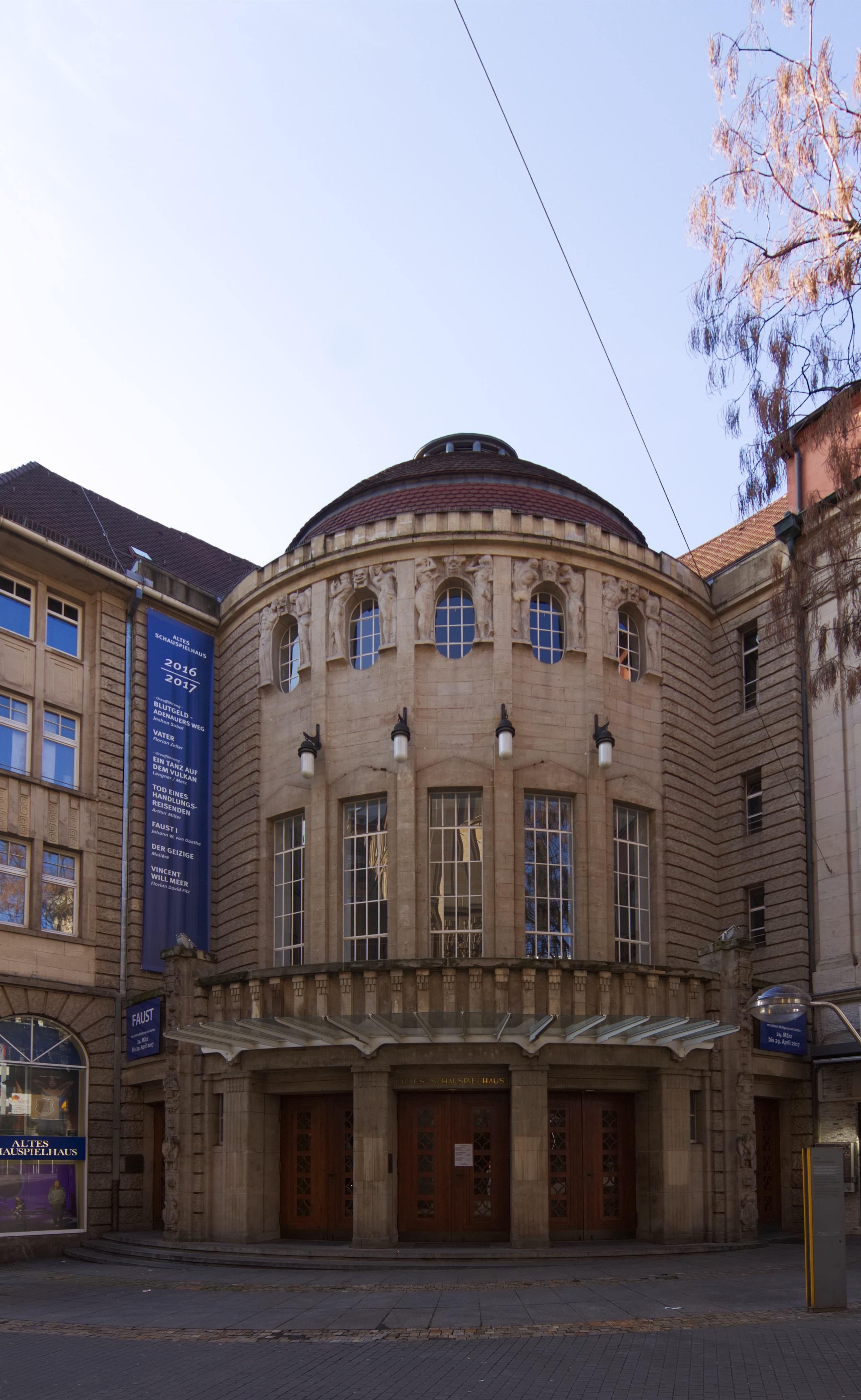
Altes Schauspielhaus in Stuttgart (2017)

Siegfried Kraus war zunächst als Journalist tätig, bis er seine Leidenschaft für das Theater entdeckte. Er begann als Schauspieler in fahrenden Theaterkompanien; wann er den Namen Claudius Kraushaar annahm, ist nicht bekannt.
1909 trat Claudius Kraushaar im Theater in der Kleinen Königstraße in Stuttgart, der Heimatstadt seiner Frau, in Kabale und Liebe von Schiller als Kammerdiener des Fürsten auf. Es war die erste Premiere in dem neueröffneten Theater (heute Altes Schauspielhaus genannt), das mit einem bunten Programm eine Alternative zum „steifen Bildungstheater“ des Königlichen Hoftheaters bot. 1910 wurde für das Theater die Schauspielhaus-Betrieb GmbH gegründet und Kraushaar ihr stellvertretender Direktor. Zwar war ihm ein Direktor als Vorgesetzter übergeordnet, da die Inhaber dieses Postens jedoch häufiger wechselten, konnte er sich etablieren und wurde, nachdem er 1919 Mitglied des Aufsichtsrats geworden war, ab Beginn der Saison 1923/24 selbst als Direktor eingesetzt. Damit trat „der rechte Mann an die Spitze“, wie der Theaterkritiker Hermann Missenharter schrieb. Kraushaar übernahm das inzwischen überschuldete Haus „in einem desolaten Zustand“.
Ab 1912 hatte Kraushaar gemeinsam mit seinem Schwager Ferdinand Mayerhans nach und nach Anteile der Schauspielhaus-Betrieb GmbH sowie Aktien der Theaterbau-AG erworben, der das Gebäude gehörte. 1931 kaufte das Ehepaar Kraushaar die Immobilie für 400.000 Reichsmark. Das Theater florierte, und Kraushaar gelang es nicht nur, alte Schulden abzubezahlen, sondern auch das Gebäude ausbauen und erneuern zu lassen. Sein Haus galt als eines der profitabelsten Privattheater der Weimarer Republik, und Kraushaar selbst kam zu einigem Wohlstand; so kaufte er weitere Immobilien in der Stuttgarter Innenstadt sowie in Österreich. Von 1922 bis 1928 führte er zudem als Pächter das Wilhelma-Theater in Bad Cannstatt als Sommerbühne. Gisela Fechner urteilt in ihrer Geschichte des Schauspielhauses über das Wirken Kraushaars: „Unter seiner Führung erlebt das Haus von 1922 bis 1933 eine glanzvolle Ära und verschafft sich den Ruf einer erstklassigen Bühne über die Stadtgrenzen hinaus.“
Kraushaars Erfolg beruhte auf einer gelungenen Mischung aus „leichter und anspruchsvoller Theaterkost“, wobei er zeitgenössische sozialkritische und expressionistische Stücke den Klassikern vorzog; das Repertoire war „vielseitig, modern und mutig“. Nationalistische Inhalte hingegen hatten bei ihm keine Chance. Es standen unter anderem Stücke von Hauptmann, Ibsen, Strindberg, Wedekind, Sternheim, Schnitzler und Bronnen auf dem Programm. Kraushaar reiste zu allen wichtigen Premieren, und wenn ihm die Stücke gefielen, sicherte er sich mitunter noch am selben Abend die Aufführungsrechte. Über Kraushaar als Chef berichtete der Schauspieler Oscar Heiler in seinen Memoiren: „Kraushaar war der klassische Theaterdirektor; er ersparte seinen jungen Leuten nichts. Alles musste gemacht werden, an der Theaterkasse ab und zu Karten verkaufen, auf den Proben soufflieren, […] im Malersaal […] mit Hand anlegen.“
Missenharter schrieb: „Ihm (Kraushaar) […] hatte es Stuttgart zu verdanken, dass […] nicht nur die Avantgarde der Dramatiker sogleich zu Wort kam, vielmehr auch die schauspielerische Prominenz […] hier regelmäßig gastierten (sic).“ Bei der Neueröffnung nach der Renovierung im Jahre 1926 stand der ehemalige Stummfilmstar Asta Nielsen als Rita Cavallini auf der Stuttgarter Bühne. Erstmals trat mit den Chocolade Kiddies ein schwarzes Jazz-Orchester mit seiner Revue Black People auf. Es gastierte das Ensemble von Otto Falckenberg mit Lustspielen, in der Hauptrolle Heinz Rühmann. Weitere Gastspiele gaben die Truppe von Max Reinhardt, das Wiener Burgtheater sowie das Moskauer Hebräische Künstlertheater Habima. Silvester 1927 wurde Der Hexer von Edgar Wallace aufgeführt.
Im Januar 1929 stand die Dreigroschenoper, wenige Monate nach ihrer Uraufführung in Berlin, mit einem zwölfköpfigen Jazz-Orchester auf dem Programm und wurde danach 120 Mal in Folge gegeben. Brecht und Weill wohnten einigen Proben bei. Willy Reichert spielte den Mackie Messer und Margarete Haagen Frau Peachum. Bei Kraushaar standen damalige Theaterstars wie Albert Bassermann, Käthe Dorsch, Tilla Durieux, Curt Bois, Heinrich George, Fritzi Massary und Elisabeth Bergner auf der Bühne, aber auch jüngere Darsteller wie Ida Ehre und Marlene Dietrich.

### Nach 1933: Vertreibung aus dem Theater
Obwohl Claudius Kraushaar seit 1915 evangelischer Konfession war, galt er in den Augen der Nationalsozialisten als Jude, wenn auch in einer „privilegierten Mischehe“ mit einer „Arierin“ lebend. Als solcher wie als Künstler stand er im „Kreuzfeuer nationalsozialistischer Agitation“. Nach der „Machtergreifung“ wurde das Schauspielhaus im März 1933 für kurze Zeit besetzt und Kraushaar die weitere Leitung des Theaters untersagt. Das Gebäude wurde mit Parolen wie „Saujude“ beschmiert, Kraushaar selbst übel beschimpft. Im Mai verbot Polizeipräsident Rudolf Klaiber die Aufführung der Operette Eine Frau, die weiß, was sie will von Oscar Straus, mit Trude Hesterberg in der Hauptrolle, da es sich um ein „künstlerisch wertloses und unmoralisches Stück“ über eine Prostituierte handele. Der NS-Kurier vom 6. Mai begrüßte es, dass das „Judengastspiel“ „aufgeflogen“ sei.
Kraushaar wurde zudem illegaler Geld- und Goldgeschäfte bezichtigt. In den folgenden Wochen wurde er gezwungen, die Spielkonzession aufzugeben, genötigt, sein Theater an die Generalintendanz des Staatstheaters zu verpachten, und er wurde aus dem Deutschen Bühnenverein ausgeschlossen, da er als Jude und „Kulturbolschewist“ nicht mehr tragbar sei. Der „stramm nationalsozialistische“ neue Generalintendant Otto Krauß zeigte sich „erfreut“ über die Übernahme des Theaters, da man jetzt das Publikum „allmählich erziehen“ könne, zumal die „leichte Kost meistens in der Händen jüdischer Verleger“ liege.
1934 drängte die Stadt, „allen voran“ der „judenfeindliche“ Stuttgarter Stadtkämmerer Walter Hirzel das Ehepaar Kraushaar, das Theater zu verkaufen, indem man ihnen mit der Kündigung einer Hypothek der städtischen Sparkasse drohte. Mit Hilfe seiner Frau und seines Schwagers, beide „Arier“, versuchte Kraushaar, den Verkauf abzuwenden. Hirzel soll das mit den Worten „Jud bleibt Jud. Es muss verkauft werden“ abgelehnt haben. Schließlich mussten die Eheleute ihr Privathaus sowie das Theater unter Wert verkaufen, durften aber über die Kaufsumme nicht frei verfügen. Das Theater wurde von dem Autor und Regisseur Max Heye übernommen, der es zunächst von Kraushaar mietete und später von der Stadt, was ihm, wie er verlauten ließ, lieber war, als es „vom Juden Kraushaar zu pachten“.
Die Eheleute wohnten nacheinander in verschiedenen Stuttgarter Hotels, bevor sie 1937 nach Wien übersiedelten und auch dort zunächst in Hotels lebten, bis sie eine auf die Ehefrau eingetragene Wohnung bezogen. Diese mussten sie im Dezember 1942 räumen, nachdem sie zuvor die Judenvermögensabgabe in Höhe von 19.750 Reichsmark hatten entrichten und anschließend ihr restliches Vermögen auf die Wiener Länderbank hatten übertragen müssen. Mehrfach wurde Kraushaar inhaftiert, zuletzt im August 1944.
Der Sohn Hubert emigrierte 1933 nach England, von dort aus in die USA. Seine Schwester Hilde, die Gesang studierte, zog zunächst mit den Eltern nach Wien, flüchtete von dort in die Schweiz und folgte dann ihrem Bruder in die USA. Die Kinder hatten den Eltern noch Zugfahrkarten in Richtung Schweiz geschickt, die diese aber nicht mehr einlösen konnten.
Kraushaars Bruder Alfred und dessen Ehefrau Irene wurden am 5. November 1942 im KZ Riga-Kaiserwald ermordet, seine Schwester Gisela im Vernichtungslager Maly Trostinez und sein Schwager Jacob Teller im KZ Theresienstadt. Kraushaars zwei Jahre älterer Bruder Lobel war schon 1900 im Alter von 23 Jahren in Wien verstorben.

### Nach 1945: Kampf um Wiedergutmachung

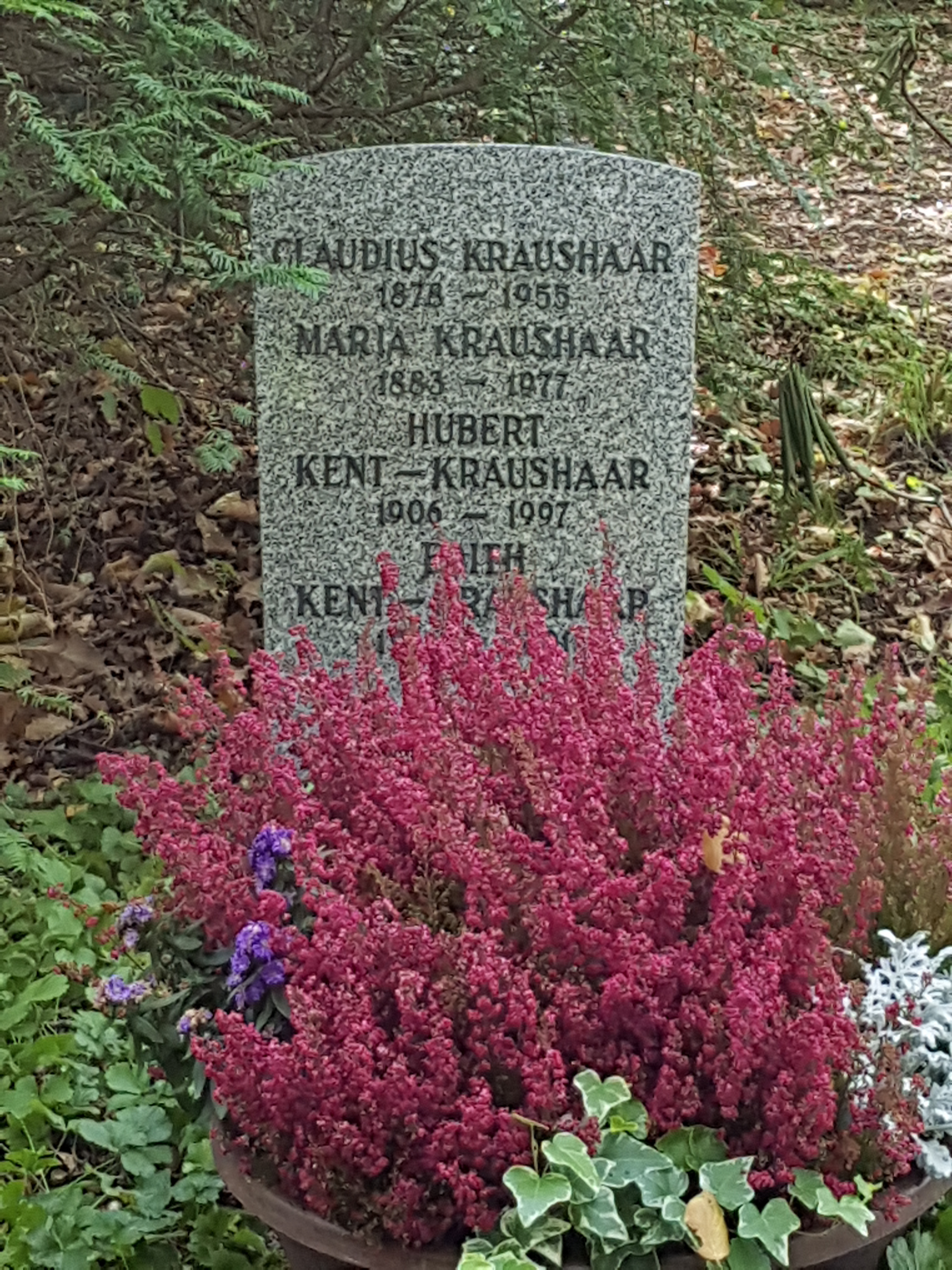
Grabstätte auf dem Stuttgarter Waldfriedhof

Zwei Monate nach Kriegsende im Jahre 1945 erreichte ein Brief des Rechtsanwaltes Alfons Nagel das Amt für Wiedergutmachung in Stuttgart. Obwohl mit Kraushaar nur flüchtig bekannt, nicht von ihm beauftragt und ohne dessen Wissen forderte Nagel, der sich ab 1933 für jüdische Mitbürger eingesetzt hatte, die Stadt Stuttgart auf, „alsbald das Theatergrundstück wieder dem rechtmäßigen Eigentümer Kraushaar herauszugeben“. Eine Vollmacht der Kraushaars, in ihrem Sinne tätig zu werden, erhielt Nagel erst im Jahr darauf. Diese waren inzwischen verarmt und bezogen in Wien staatliche Unterstützung. Der damalige Stuttgarter Bürgermeister Arnulf Klett lehnte die Rückgabe des Theaters ab: „Die Verhältnisse hatten sich im Jahr 1935 in Deutschland in politischer Hinsicht so entwickelt, dass Herr Kraushaar es wohl für zweckmäßig hielt, in seine österreichische Heimat zurückzukehren und sein Vermögen aus Deutschland mitzunehmen.“ Eine „moralische Verpflichtung“ sah Klett nicht, da alles „in korrekter Weise durchgeführt“ worden und Kraushaar der volle Wert ausbezahlt worden sei.
Am 17. Februar 1946 beschlagnahmte die amerikanische Militärregierung das Grundstück und kam zu der Auffassung, Kraushaar habe dieses unter Druck und deutlich unter Wert verkaufen müssen. Unter den Namen der Offiziere, die das Dokument unterschrieben, fand sich auch der von Carl Zuckmayer, der die Meinung vertrat, dass die Stadt das Theater zurückgeben werde. Rechtsanwalt Nagel wurde von den Amerikanern als Treuhänder eingesetzt.
Im Oktober 1948 übernahm der in Wiedergutmachungsfragen profilierte Anwalt Benno Ostertag an der Seite von Nagel die rechtliche Vertretung der Kraushaars und stellte einen offiziellen Rückerstattungsantrag. Es folgten langwierige Verhandlungen „mit harten Bandagen“. Im April 1949 kam es zu einem Teilvergleich, wobei der Verkauf aus dem Jahre 1934 für nichtig erklärt wurde. Letztlich zog sich die Restitution des gesamten Eigentums – darunter auch des früheren Privathauses – des Ehepaars Kraushaar über Jahre hin. Im Herbst 1949 übernahm Kraushaar erneut die Leitung des Theaters, jedoch konnte er, inzwischen 70 Jahre alt und von den Erlebnissen während der NS-Zeit und den juristischen Auseinandersetzungen zermürbt, nicht an seine alten Erfolge anknüpfen. Im März 1950 verpachtete er das Theater schließlich an die Württembergischen Staatstheater.
In den letzten Jahren seines Lebens wohnte Claudius Kraushaar gemeinsam mit seiner Frau in einer Wohnung im ersten Stock des Theaters, in dem er eine eigene Loge hatte, von der aus er weiterhin das Geschehen verfolgte. Er starb am 13. Juni 1955 im Robert-Bosch-Krankenhaus in Stuttgart. In Nachrufen wurde sein Wirken gewürdigt: „Ein König der Bühne ist von uns gegangen, ein Künstler, ein Mensch“, so die Stuttgarter Zeitung. „Mit dem Stuttgarter Theaterfreunden trauert die deutsche Theaterwelt um einen ihrer Besten“. Sein Schicksal in der NS-Zeit wurde in den Nachrufen indes nur „vage angedeutet“.
Nach Kraushaars Tod führten seine Frau und seine Kinder die juristischen Auseinandersetzungen fort. Unter anderem wurde eine Entschädigungszahlung an Kraushaar wegen erlittener Haft zurückgewiesen, da diese insgesamt „nur“ 26 Tage gedauert habe. Schließlich kaufte die Stadt Stuttgart das Theater im Sommer 1961 für 3,9 Millionen DM. Anschließend stand das Gebäude zwei Jahrzehnte leer.
Die Tochter Edith und der Sohn Hubert hatten während ihres Aufenthaltes in den USA den Nachnamen Kent angenommen und nannten sich beide später Kent-Kraushaar. Hubert Kent starb 1997, seine Schwester 2001, beide in Stuttgart und ohne Nachkommen. Das Vermögen der beiden in Höhe von zehn Millionen DM ging nach dem Tod von Edith Kent-Kraushaar an fünf Organisationen, darunter eine Stiftung zur Förderung junger Musiker sowie an einen Tierschutzverein.
Die Eheleute Kraushaar und ihre beiden Kinder Hubert und Edith sind gemeinsam in einem Familiengrab auf dem Waldfriedhof Stuttgart (Abt. 73B, Nr. 23675) bestattet.

## Erinnerung
1984 wurde das Alte Schauspielhaus nach aufwändiger Renovierung wieder eröffnet. Der Name von Claudius Kraushaar findet sich auf einer Tafel im Foyer in einer Reihe mit seinen Vorgängern und Nachfolgern.
Im Dezember 2016 wurde im Alten Schauspielhaus Stuttgart die Revue Ein Tanz auf dem Vulkan aufgeführt, in dem die Figur von Claudius Kraushaar eine verbindende Rolle zwischen einzelnen Anekdoten spielt.